# World (singolo)
World è un singolo del cantante italiano Zucchero Fornaciari cantato in coppia con Anggun e pubblicato il 28 marzo 2003 dall'etichetta discografica Isis.

## Il brano
La canzone, entrata nelle classifiche italiane e in quelle della Svizzera, è stato estratta dal concept album GAIA, raccolta con scopi benefici volta a sensibilizzare il tema del rispetto dell'ambiente, del musicista e compositore francese Alan Simon.

## Tracce
- COD: Isis 65408

1. World (feat. Anggun) (Radio Edit) – 3:50 (Alan Simon)

## Classifiche settimanali
| Paese    | Posizione |
| -------- | --------- |
| Italia   | 6         |
| Svizzera | 37        |
| Québec   | 5         |